# V392 Persei
V392 Persei detta anche Nova Persei 2018, è una nova che nella volta celeste appare situata nella costellazione del Perseo. Per decine di anni dopo la sua scoperta nel 1970 si ritenne che V392 Persei fosse una nova nana, un sottogruppo delle variabili cataclismiche, appartenente al tipo variabile Z Camelopardalis: nel 2018 con sorpresa degli astronomi è esplosa come nova, più precisamente del tipo ONe (Ossigeno-Neon) e con caratteristiche tali da farla ritenere una valida candidata ad essere una nova ricorrente della sottoclasse U Sco.

## Storia delle osservazioni
V392 Persei è stata scoperta come stella variabile il 16 febbraio 1970 dall'astronomo tedesco Gerold Alfred Richter all'Osservatorio di Sonneberg, all'epoca fu ritenuta una nova nana del tipo Z Camelopardalis. Da allora è stata tenuta sotto controllo e sono state registrate le sue ampie variazioni di magnitudine. Il 29 aprile 2018 l'astrofilo giapponese Yuji Nakamura, residente a Kameyama (prefettura di Mie), scoprì un evento astronomico transiente, che fu fin dall'inizio correlato a V392 Persei.

## Caratteristiche
Il sistema stellare di V392 Persei è costituito da una stella binaria e da un disco di accrescimento. Il sistema binario è costituito da una nana bianca, del tipo ONe e da una stella subgigante della sequenza principale: la notevole distanza dal Sistema solare non permette con gli attuali telescopi, anche spaziali, di conoscere i parametri fisici esatti delle due stelle. Parimenti non sono conosciuti i parametri fisici del disco di accrescimento, costituito da idrogeno, e della massa annua con cui viene alimentato dalla stella secondaria; tale massa dovrebbe essere dell'ordine del decimilionesimo di massa solare all'anno. V392 Per non dovrebbe divenire il progenitore di una supernova di tipo Ia in quanto la nana bianca è del tipo ONe. Il periodo di rivoluzione del sistema stellare è di 3,230 ± 0,003 giorni .
Sotto l'azione dell'elevatissimo campo gravitazionale della nana bianca, masse di gas della stella compagna che hanno raggiunto il lobo di Roche vanno ad alimentare il disco d'accrescimento in orbita attorno alla nana bianca; al raggiungimento di una massa critica, cadono sulla sua superficie dove l'impatto con la superficie stellare provoca la trasformazione dell'energia cinetica del gas in calore così intenso da innescare termicamente la fusione nucleare dell'idrogeno (runaway thermonuclear reaction in inglese), evento che dà origine al fenomeno della nova; risultato dell'esplosione termonucleare è un aumento di luminosità su tutto lo spettro elettromagnetico e l'espulsione di circa 1/10000000 M⊙ di materia a velocità dell'ordine delle migliaia di km/s.

## Esplosione come nova del 2018
Il sistema di V392 Per ha una magnitudine di quiescenza di 17–17,5 nella banda V. 
Il 29,474 T.U. aprile 2018 fu rilevata come nova dall'astrofilo giapponese Yuji Nakamura quando era di magnitudine apparente 6,2; il 29,904 T.U. aprile 2018 raggiunse la 5,6ª magnitudine. La magnitudine assoluta durante l'esplosione del 2018 è stata −9,5 V±0,8. L'esplosione ha portato all'espulsione di materia a una velocità di 5200 km/s, rendendo V392 Per una sorgente di raggi X e una brillante sorgente di raggi gamma. 
V392 Persei nell'esplosione del 2018 ha quindi avuto un aumento di luminosità di oltre 11 magnitudini, oltre il doppio delle esplosioni osservate prima che avevano fatto classificare V392 Persei come una nova nana, denominazione che nonostante il nome simile indica un fenomeno completamente diverso anche se avviene in sistemi stellari dello stesso tipo. 
Varie caratteristiche presentate dell'esplosione sono tipiche delle nove ricorrenti in particolare di quelle costituite da binarie simbiotiche.